# 約拉諾 (加利福尼亞州)
約拉諾（英語：Yolano）是位於美國加利福尼亞州索拉諾縣的一個非建制地區。該地的面積和人口皆未知。

## 地理
約拉諾的座標為38°24′37″N 121°42′20″W / 38.41028°N 121.70556°W，而該地的平均海拔高度為9米（即30英尺）。